# آكل العسل الملون
آكل العسل الملون (الاسم العلمي:Grantiella picta)، هو أحد أنواع فصيلة آكلات العسل ويُعتبر أحد الأجناس أحادية النوع. تستوطن البيئة الشبه الاستوائية والمادرية في شرق أستراليا.